# Tempelsari
Tempelsari is een bestuurslaag in het regentschap Temanggung van de provincie Midden-Java, Indonesië. Tempelsari telt 1954 inwoners (volkstelling 2010).